# Tronzano Vercellese
Tronzano Vercellese (piemontiul: Tronsan) település Olaszországban, Vercelli megyében. Lakosainak száma 3275 fő (2023. január 1.). Tronzano Vercellese Alice Castello, Bianzè, Borgo d’Ale, Crova, Ronsecco, San Germano Vercellese és Santhià községekkel határos.

## Népesség
A település népességének változása:
| Lakosok száma | 3505 | 3483 | 3275 |
|               | 2017 | 2018 | 2023 |